# Associazione Calcio Novara 1935-1936
Questa pagina raccoglie i dati riguardanti l'Associazione Calcio Novara nelle competizioni ufficiali della stagione 1935-1936.

## Rosa
| N. |                   | Ruolo | Calciatore         |
| -- | ----------------- | ----- | ------------------ |
|    | Italia (bandiera) | A     | Teresio Bercellino |
|    | Italia (bandiera) | P     | Angelo Caimo       |
|    | Italia (bandiera) | D     | Libero Checco      |
|    | Italia (bandiera) | A     | Piero Dondi        |
|    | Italia (bandiera) | C     | Berardo Frisoni    |
|    | Italia (bandiera) | C     | Edoardo Galimberti |
|    | Italia (bandiera) | P     | Eugenio Guarisco   |
|    | Italia (bandiera) | A     | Piero Mariani      |
|    | Italia (bandiera) | A     | Camillo Martinengo |
|    | Italia (bandiera) | D     | Alberto Mazzucco   |

| N. |                   | Ruolo | Calciatore        |
| -- | ----------------- | ----- | ----------------- |
|    | Italia (bandiera) | D     | Mario Migliavacca |
|    | Italia (bandiera) | D     | Mario Miltone     |
|    | Italia (bandiera) | D     | Edmondo Mornese   |
|    | Italia (bandiera) | C     | Cesare Pellegatta |
|    | Italia (bandiera) | A     | Paolino Piola     |
|    | Italia (bandiera) | A     | Ezio Rizzotti     |
|    | Italia (bandiera) | A     | Marco Romano      |
|    | Italia (bandiera) | A     | Otello Torri      |
|    | Italia (bandiera) | C     | Remo Versaldi     |

## Risultati

### Serie B

#### Girone di andata
| Novara 15 settembre 1935 1ª giornata | Novara | 4 – 2 | Foggia | Stadio del Littorio |

| Ferrara 22 settembre 1935 2ª giornata | SPAL | 1 – 1 | Novara | Campo Littorio |

| Novara 29 settembre 1935 3ª giornata | Novara | 5 – 1 | Pro Vercelli | Stadio del Littorio |

| Lucca 6 ottobre 1935 4ª giornata                      | Lucchese  | 3 – 0 referto | Novara | Stadio del Littorio |
| \| \| \| \| \| Biagini Viani Coppa \| Marcatori \| \| |           |               |        |                     |
|                                                       |           |               |        |                     |
| Biagini Viani Coppa                                   | Marcatori |               |        |                     |

| Arbitro: | Bonetti |

|                 |           |  |
| Romano 25’, 39’ | Marcatori |  |

| Vigevano 20 ottobre 1935 6ª giornata | GC Vigevanesi | 2 – 3 | Novara | Stadio Comunale di Vigevano |

| Novara 27 ottobre 1935 7ª giornata | Novara | 3 – 0 | Verona | Stadio del Littorio |

| Siena 4 novembre 1935 8ª giornata | Siena         | 0 – 0 referto | Novara | Campo Rino Daus\| Arbitro: \| Scarpi (Dolo) \| |
| Arbitro:                          | Scarpi (Dolo) |               |        |                                                |

| Arbitro: | Solliano (Genova) |

|                                             |           |           |
| Mariani 20’ Rizzotti 35’, ?’ Romano ?’, 89’ | Marcatori | ?’, ?’ Re |

| Novara 17 novembre 1935 10ª giornata | Novara | 3 – 0 | Catania | Stadio del Littorio |

| Modena 1 dicembre 1935 11ª giornata | Modena              | 0 – 2 referto | Novara | Campo di Viale Fontanelli\| Arbitro: \| Bonivento (Venezia) \| |
| Arbitro:                            | Bonivento (Venezia) |               |        |                                                                |

| Novara 8 dicembre 1935 12ª giornata | Novara | 2 – 1 | Aquila | Stadio del Littorio |

| Livorno 15 dicembre 1935 13ª giornata | Livorno | 0 – 0 referto | Novara | Stadio Edda Ciano Mussolini |

| Arbitro: | Pirovano (Monza) |

|              |           |              |
| Cappelli 18’ | Marcatori | 21’ Versaldi |

| Arbitro: | Zelocchi (Modena) |

|              |           |  |
| Rizzotti 75’ | Marcatori |  |

| Arbitro: | Levrero (Genova) |

|               |           |              |
| Colaussig 28’ | Marcatori | 18’ Rizzotti |

| Arbitro: | Tonnetti (Roma) |

|                 |           |  |
| Romano 16’, 17’ | Marcatori |  |

#### Girone di ritorno
| Foggia 26 gennaio 1936 18ª giornata | Foggia | 1 – 0 | Novara | Campo Sportivo del Littorio |

| Novara 2 febbraio 1936 19ª giornata                            | Novara    | 3 – 0 referto | SPAL | Stadio del Littorio |
| \| \| \| \| \| Romano 62’ Rizzotti 75’, 80’ \| Marcatori \| \| |           |               |      |                     |
|                                                                |           |               |      |                     |
| Romano 62’ Rizzotti 75’, 80’                                   | Marcatori |               |      |                     |

| Vercelli 9 febbraio 1936 20ª giornata | Pro Vercelli | 2 – 0 | Novara | Stadio Leonida Robbiano |

| Arbitro: | Dattilo (Roma) |

|             |           |  |
| Mariani 40’ | Marcatori |  |

| Bergamo 23 febbraio 1936 22ª giornata | Atalanta | 0 – 2 | Novara | Stadio Mario Brumana |

| Novara 1 marzo 1936 23ª giornata | Novara | 3 – 1 | Vigevano | Stadio del Littorio |

| Verona 8 marzo 1936 24ª giornata | Verona | 2 – 1 | Novara | Stadio Comunale di via Bentegodi |

| Arbitro: | Mauri (Como) |

|                                  |           |           |
| Romano 10’ Carbonetti 53’ (aut.) | Marcatori | 85’ Cioni |

| Messina 22 marzo 1936 26ª giornata | Messina | 1 – 0 | Novara | Stadio Gazzi |

| Arbitro: | Salvatori (Roma) |

|                                                             |           |              |
| Franzoni 32’ Nicolosi 68’ (rig.) Di Gennaro 70’ Corallo 73’ | Marcatori | 75’ Rizzotti |

| Arbitro: | Pirovano (Monza) |

|                                            |           |            |
| Martinengo 3’, 60’ Rizzotti 75’ Romano 83’ | Marcatori | 77’ Pacini |

| L'Aquila 21 aprile 1936 29ª giornata | Aquila | 2 – 0 | Novara | Stadio XXVIII Ottobre |

| Novara 26 aprile 1936 30ª giornata                          | Novara    | 2 – 0 referto | Livorno | Stadio del Littorio |
| \| \| \| \| \| Versaldi 10’ Rizzotti 87’ \| Marcatori \| \| |           |               |         |                     |
|                                                             |           |               |         |                     |
| Versaldi 10’ Rizzotti 87’                                   | Marcatori |               |         |                     |

| Arbitro: | Cardinali (Milano) |

|                 |           |          |
| Romano 43’, 52’ | Marcatori | 5’ Lippi |

| Arbitro: | Ciamberlini (Sampierdarena) |

|                                |           |                                    |
| Grillo 28’ Conti 50’ Suber 69’ | Marcatori | 71’ (rig.), 76’ Romano 81’ Mornese |

| Arbitro: | Conticini (Firenze) |

|            |           |  |
| Romano 75’ | Marcatori |  |

| Arbitro: | Mastellari (Bologna) |

|  |           |              |
|  | Marcatori | 70’ Rizzotti |

### Coppa Italia
| Novara 23 novembre 1935 Terzo turno | Novara | 5 – 1 | GC Vigevanesi | Stadio del Littorio |

| Arbitro: | Conticini (Firenze) |

|           |           |  |
| Violi 30’ | Marcatori |  |